# Axel Edelstam (diplomat)
Ernst Axel Edelstam, född den 21 juli 1924 i Stockholm, död den 17 augusti 2012 i Stora Tuna, var en svensk diplomat. 

## Biografi
Edelstam var son till kammarherren Fabian Edelstam och Hilma Dickinson, bror till ambassadören Harald Edelstam, samt sonson till Ernst Edelstam. Han tog juris kandidatexamen i Stockholm 1948 och blev attaché vid Utrikesdepartementet (UD) 1949. Edelstam tjänstgjorde i New York, Washington, D.C., Paris och Genève. Han var biträdande chef för nedrustningsdelegationen i Genève 1967, hade ambassadörs ställning 1970, var utrikesråd och biträdande chef för politiska avdelningen vid UD 1972-1975. Edelstam var ledamot av förhandlingsgruppen 1975-1976. Han var sändebud i Kairo 1976, sidoackrediterad i Khartoum och Nicosia, sändebud i Bangkok, sidoackrediterad i Vientiane och Singapore 1981-1983 samt sändebud i New Delhi, sidoackrediterad i Thimphu, Colombo och Kathmandu 1983-1987. Han var därefter ambassadör i Oslo 1987-1989 och chef för Vägverkets internationella sekretariat 1989-1994.
Som pensionär var Edelstam aktiv kommunalpolitiker i Borlänge för Folkpartiet och var under en period ordförande i Borlängeavdelningen av Sveriges Pensionärsförbund. Han var gift med amerikanskan Mary Ann och far till Ellinor, Torsten och Anne. Edelstam avled den 17 augusti 2012 och gravsattes den 3 september 2012 på Brännkyrka kyrkogård.